# José de Hermosilla
José de Hermosilla (Llerena, 1715 — Madrid, 1776) foi um arquiteto espanhol.
Ele foi um dos mais importantes arquitetos do século XVIII, juntamente com Francesco Sabatini, Juan de Villanueva e Ventura Rodríguez. Ele começou sua carreira como engenheiro militar (com a patente de capitão).